# カソード
カソード（英: Cathode、独: Kathode）は、外部回路へ電流が流れ出す電極のこと。外部回路から電子が流れ込む電極とも言える。
電気分解や電池においては、カソードは電気化学的に還元が起こる電極である。
カソードという語はマイケル・ファラデーの要請によりウィリアム・ヒューウェルが命名した。ギリシア語で下り口を意味するCathodosに由来する。
カソードと逆の電極はアノードである。カソードとアノードの区別は、電流（電子）の向きによって決まるのであり、電位の高低によらないことに注意を要する。

## 名称について
陽極と陰極の区別は電位の高低によるとする流儀（電圧による違い）と、アノードとカソードの直訳（電流による違い）とする流儀がある。電気分解のように電気的な負荷となる場合は問題ないが、電源となる場合（電池など）では混乱する。正極・負極という用語は、電位の高い・低いで区別する用語として定着しているので、電位を表す場合は正極・負極の用語を、電流の方向を表す場合はカソード・アノードという用語を用いるのが望ましい。
正極・負極で表現すると、カソードは、真空管や電気分解では負極、電池の場合は正極である。
冷陰極と言う場合は、加熱しない金属を電極として用いた陰極のことを指す。